# Santa Quitéria
Santa Quitéria è un comune del Brasile nello Stato del Ceará, parte della mesoregione del Noroeste Cearense e della microregione di Santa Quitéria.
Storia